# Ватерполо репрезентација Француске
Ватерполо репрезентација Француске представља Француску на међународним ватерполо такмичењима. 

## Резултати на међународним такмичењима

### Олимпијске игре
- 1912: 5. место
- 1920: 11. место
- 1924:  1. место
- 1928:  3. место
- 1936: 4. место
- 1948: 6. место
- 1960: 9.-12. место
- 1988: 10. место
- 1992: 11. место

### Светско првенство
- 1982: 13. место
- 1986: 8. место
- 1991: 12. место

### Европско првенство у ватерполу
| Европско првенство           | Учествовање       | Пласман          | ИГ               | П                | Н                | И                | ГД               | ГП               | ГР               |
| ---------------------------- | ----------------- | ---------------- | ---------------- | ---------------- | ---------------- | ---------------- | ---------------- | ---------------- | ---------------- |
| Будимпешта 1926.             | није учествовала  | није учествовала | није учествовала | није учествовала | није учествовала | није учествовала | није учествовала | није учествовала | није учествовала |
| Болоња 1927.                 | Финале            | 2. место         | 5                | 4                | 0                | 1                | 21               | 6                | +15              |
| Париз 1931.                  | Групна фаза       | 6. место         | 6                | 1                | 1                | 4                | 14               | 27               | -13              |
| Магдебург 1934.              | Групна фаза       | 6. место         | 6                | 4                | 0                | 2                | 16               | 15               | +1               |
| Лондон 1938.                 | Групна фаза       | 6. место         | 6                | 1                | 2                | 3                | 12               | 17               | -5               |
| Монте Карло 1947.            | предтакмичење     | 7. место         | 3                | 1                | 2                | 0                | 13               | 8                | +5               |
| Беч 1950.                    | Групна фаза       | 6. место         | 6                | 1                | 0                | 5                | 23               | 42               | -19              |
| Торино 1954.                 | Групна фаза       | 9. место         | 2                | 0                | 1                | 1                | 3                | 13               | -10              |
| Будимпешта 1958.             | Друга групна фаза | 8. место         | 6                | 2                | 0                | 4                | 18               | 30               | -12              |
| Лајпциг 1962.                | није учествовала  | није учествовала | није учествовала | није учествовала | није учествовала | није учествовала | није учествовала | није учествовала | није учествовала |
| Утрехт 1966.                 | Групна фаза       | 13.место         | 7                | 3                | 0                | 4                | 20               | 28               | -8               |
| Барселона 1970.              | Групна фаза       | 11. место        | 8                | 1                | 2                | 5                | 18               | 54               | -36              |
| Беч 1974 - Стразбур 1987.    | није учествовала  | није учествовала | није учествовала | није учествовала | није учествовала | није учествовала | није учествовала | није учествовала | није учествовала |
| Бон 1989.                    | Друга групна фаза | 12. место        | 7                | 1                | 1                | 5                | 49               | 57               | -8               |
| Атина 1991.                  | Друга групна фаза | 11. место        | 7                | 2                | 0                | 5                | 64               | 80               | -16              |
| Шефилд 1993. - Фиренца 1999. | није учествовала  | није учествовала | није учествовала | није учествовала | није учествовала | није учествовала | није учествовала | није учествовала | није учествовала |
| Будимпешта 2001.             | Граупна фаза      | 12. место        | 6                | 0                | 0                | 6                | 28               | 68               | -40              |
| Крањ 2003. - Ајндховен 2012. | није учествовала  | није учествовала | није учествовала | није учествовала | није учествовала | није учествовала | није учествовала | није учествовала | није учествовала |
| Будимпешта 2014.             | Групна фаза       | 10. место        | 8                | 2                | 0                | 6                | 67               | 97               | -30              |
| Београд 2016.                | Осмина финала     | 9. место         | 7                | 4                | 0                | 3                | 73               | 77               | -4               |
| Барселона 2018.              | Осмина финала     | 12. место        | 6                | 1                | 0                | 5                | 42               | 55               | -13              |
| Будимпешта 2020.             | Групна фаза       | 13. место        | 5                | 2                | 0                | 3                | 42               | 45               | -3               |
| Сплит 2022.                  | Четвртфинале      | 6. место         | 7                | 3                | 1                | 3                | 67               | 73               | -6               |
| Загреб 2024.                 | Осмина финала     | 9. место         | 6                | 2                | 0                | 4                | 86               | 75               | +11              |
| Укупно                       | 19/36             | (0-1-0)          | 114              | 35               | 10               | 69               | 676              | 867              | '-191            |

### Светска лига
- 2006: 6. место